# Orville Prescott
Orville Prescott (* 8. September 1906 in Cleveland, Ohio; † 28. April 1996 in New Canaan, Connecticut) war ein amerikanischer Literaturkritiker. Von 1942 bis 1966 war er Chefrezensent der New York Times.

## Leben
Prescott studierte Englische Philologie am Williams College (B.A. 1930) und begann seine journalistische Laufbahn bei der Lokalzeitung Town Tidings in Cleveland, später wechselte er zu Newsweek. Als Literaturkritiker trat er in den 1930er Jahren zunächst als Freelancer mit Rezensionen für die New York Herald Tribune und die New York Times in Erscheinung. 1942 stellte ihn die Times als festen Redakteur ein; hier veröffentlichte er bis zu seiner Pensionierung im Jahre 1966 bis zu vier Buchrezensionen pro Woche und übte so einen großen Einfluss auf den amerikanischen Literaturbetrieb aus. Sein Literaturgeschmack war ausgeprägt konservativ, formalen Experimenten stand er skeptisch gegenüber, besonders aber Werken, die sein Sittlichkeitsgefühl verletzten. Dies brachte ihm den Zorn Gore Vidals ein, der Prescotts Betulichkeit in mehreren seiner Essays aufs Korn nahm.
Sein Sohn Peter S. Prescott (1935–2004) machte sich ebenfalls als Literaturkritiker einen Namen.

## Werke (Auswahl)
- In My Opinion: An Inquiry into the Contemporary Novel. Bobbs-Merrill, Indianapolis 1952.
- The Five-Dollar Gold Piece: The Development of a Point of View. Random House, New York 1956. (Autobiographie)
- Princes of the Renaissance. Random House, New York 1969.
- Lords of Italy: Portraits from the Middle Ages. Harper & Row, New York 1972.